# Cluny MacPherson

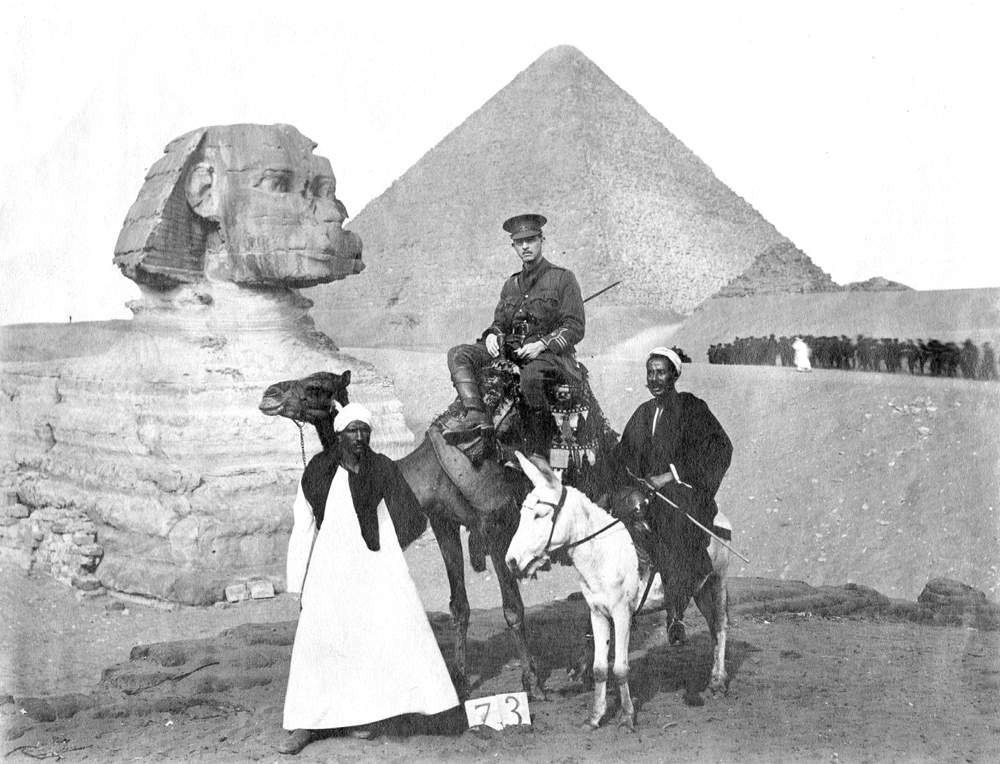
Cluny MacPherson

Cluny MacPherson (* 18. März 1879 in St. John’s, Neufundland; † 16. November 1966) war ein kanadischer Arzt. Neben dem US-Amerikaner Garrett Morgan gilt Cluny MacPherson als Erfinder der Gasmaske.

## Leben
MacPherson studierte Medizin an der McGill University in Montreal. Im Ersten Weltkrieg, als erstmals Giftgas eingesetzt wurde, fertigte MacPherson eine Gasmaske zum Einsatz für Soldaten. Er war als Soldat im Einsatz für das Royal Newfoundland Regiment. MacPherson heiratete 1902 Eleanora Thompson und hatte mit ihr zwei Kinder.